# Hauptstrasse 364.1
Die Hauptstrasse 364.1 ist eine Schweizer Hauptstrasse gemäss der Durchgangsstrassenverordnung des Bundes und eine Kantonsstrasse im Kanton Luzern. Sie führt in der Region Entlebuch von Schüpfheim nach Flühli und in das Mariental nach Sörenberg. Im Strassennetz des Kantons Luzern gehört die Route zur Kantonsstrasse K 36.

## Verlauf
Die Hauptstrasse beginnt am südwestlichen Ortsrand von Schüpfheim als Abzweigung von der Hauptstrasse 10. Die Örtlichkeit heisst Landbrügg, weil unmittelbar daneben die Hauptstrasse 10 an einer alten Brückenstelle die Kleine Emme überquert. Die Hauptstrasse 364.1 führt zunächst als Flühlistrasse in südlicher Richtung auf der rechten Seite der Waldemme durch den Ortsteil Badschache, wo die Bahnstrecke Bern–Luzern sie überquert, und über die kleine Ebene Chlusbode. Südlich davon überwindet die Strasse das bedeutende Verkehrshindernis der engen, unzugänglichen Lammschlucht auf einer ansteigenden Rampe, dann über die Chlusbodenbrücke und kurvenreich an den steilen, nordöstlichen Ausläufern des Berges Beichle. Zwei Kilometer weiter südlich überquert sie am oberen Ende der tiefen Schlucht auf der Chrutacherbrücke. Sie erreicht mit wenig Steigung den Hauptort des Tales Flühli und endet acht Kilometer weiter in Sörenberg.

## Strassenverkehr
Die Strasse bildet die nördliche Talzufahrt zur Bergpassroute über den Glaubenbielen in den Kanton Obwalden, die auch als «Panoramastrasse» bekannt ist. Die Passstrecke östlich von Sörenberg zählt nicht zum Abschnitt der Hauptstrasse. Diese ist als Bergpoststrasse signalisiert.
Die Veloland Route 4 (Alpenpanorama-Route) führt über die Strasse, verlässt jedoch die Hauptstrasse kurz vor der Chrutacherbrücke und führt auf der alten Talstrasse für ca. zwei Kilometer über Staufe und Chlusstalde nach Chlusbode, wo die Route wieder auf der Hauptstrasse weiterführt.

## Schutzgebiete
Die Hauptstrasse liegt ganz im Gebiet des Regionalen Naturparks «UNESCO Biosphäre Entlebuch» und mit dem Abschnitt von Flühli nach Sörenberg zwischen den Landschaftsschutzgebieten «Schratteflue» und «Flyschlandschaft Haglere – Glaubenberg – Schlieren», die im Bundesinventar der Landschaften und Naturdenkmäler von nationaler Bedeutung verzeichnet sind, sowie in der Moorlandschaft von besonderer Schönheit und von nationaler Bedeutung am Glaubenberg. Bei Flühli durchquert die Strasse zudem die Flusslandschaft mit den Mündungen des Howäldlibachs und des Rotbachs in die Waldemme, die als Auengebiet von nationaler Bedeutung ausgewiesen ist.